# Benzil-benzoát
A benzil-benzoát (INN: benzyl benzoate) színtelen, kellemes illatú, igen csípős ízű olajos folyadék. A benzoesav és a benzil-alkohol észtere. Vízben nem, acetonban és benzolban oldódik, alkohollal, kloroformmal, éterrel, olajokkal keveredik.
A természetben is előfordul a gyömbérfélékhez tartozó Kaempferia rotunda és Zingiber cassumunar nevű növényben.

## Felhasználás
Az egyik legrégebbi rühösség elleni gyógyszer mind emberi, mind állatorvosi felhasználásra. Más szerekkel kombinációban fejtetű ellen és bőrvédő krémekben is alkalmazzák.
Oldószerként, dohányárukban illatosító összetevőként, valamint polimerek és a cellulóz képlékenységének növelésére is használják.

## Előállítás
Benzaldehidből Tyiscsenko-reakcióval, nátrium-benziloxid jelenlétében, 50–60°C-on:

A hozam 4 óra múlva 90%-os.

## Készítmények
A benzil-benzoát nagyon sok készítmény hatóanyaga mind önállóan, mind kombinációban. Magyarországon egy készítmény van gyógyszertári forgalomban, de számos vény nélkül kapható szernek is alkotórésze.

## Fordítás
- Ez a szócikk részben vagy egészben  a   Benzyl benzoate című angol Wikipédia-szócikk fordításán alapul.  Az eredeti cikk szerkesztőit annak laptörténete sorolja fel. Ez a jelzés csupán a megfogalmazás eredetét és a szerzői jogokat jelzi, nem szolgál a cikkben szereplő információk forrásmegjelöléseként.